# Штандарт президента Грузии
Штандарт президента Грузии – официальный флаг президента Грузии. Президентский штандарт был утверждён указом президента Грузии Саломе Зурабишвили от 31 июля 2020 года как официальный символ президента.
Штандарт президента Грузии утвержден согласно подпункту «з» 2-й части статьи 53 Конституции Грузии.

## Описание
«Внутри штандарта помещен малый щит государственного герба Грузии, на поле которого изображен увенчанный золотым крестом разящий копьем дракона серебряный всадник – святой Георгий с золотым ореолом. Флаг президента Грузии окружен красной каймой с красными зубцами с внутренней стороны».

## История
В период президентства Михаила Саакашвили существовало несколько вариантов президентского штандарта: белое полотнище с гербом, затем в центре нового государственного флага был размещён грузинский герб. Также на протяжении некоторого времени президентским флагом назывался квадратный штандарт, на котором изображен малый государственный герб, под ним меч и скипетр.
В феврале 2019 года Саломе Зурабишвили подписала закон "О символах государственного значения", где был определен перечень наиболее важных символов государства, а также указано, что все символы должны быть согласованы с Государственным геральдическим советом до 1 января 2022 года. Государственный геральдический совет подготовил для выбора президентом три варианта президентского штандарта.
Президент Грузии Саломе Зурабишвили указом № 191 от 30 июля 2020 года утвердила штандарт.